# Caecilia abitaguae
Espèce
Statut de conservation UICN

 DD  : Données insuffisantes
Caecilia abitaguae est une espèce de gymnophiones de la famille des Caeciliidae.

## Répartition
Cette espèce est endémique de l'Équateur. Elle se rencontre entre 1 400 et 1 600 m d'altitude :
- près de Baños dans la province de Tungurahua sur le versant est de la cordillère Orientale ;
- dans la cordillère del Cóndor dans la province de Morona-Santiago.

## Étymologie
Son nom d'espèce lui a été donné en référence au lieu de sa découverte, les Cerros de Abitagua.

## Publication originale
- Dunn, 1942 : The American caecilians. Bulletin of the Museum of Comparative Zoology, vol. 91, no 6, p. 437-540 (texte intégral).